# Saïda

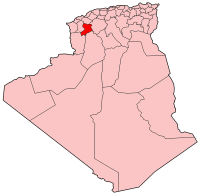
Saida.

Saida é uma cidade argelina. É a capital da wilaya de Saida.